# Скачкова, Анна Яковлевна
Анна Яковлевна Скачкова (1911 год — дата и место смерти не известны) — звеньевая совхоза «Льновод» Маслянинского района Новосибирской области. Герой Социалистического Труда (1948).

## Биография
С 1938 года проживала в селе Мамоново. Трудилась в колхозе «Льновод» Маслянинского района. Позднее была назначена звеньевой полеводческого звена. 
В 1947 году звено Анны Скачковой собрало на площади десять гектаров в среднем по 31,1 центнера ржи с каждого гектара. Указом Президиума Верховного Совета СССР от 8 марта 1948 года за получение высоких урожаев ржи при выполнении колхозом обязательных поставок и натуроплаты за работу МТС в 1947 году и обеспеченности семян всех культур в размере полной потребности для весеннего сева 1948 года удостоена звания Героя Социалистического Труда с вручением ордена Ленина и золотой медали «Серп и Молот».
Позднее переехала в Алма-Ату. 
Сочинения
- Скачкова, А. Благодарю за высокую награду/ А. Скачкова // Социалистическое льноводство.- 1948.- 15 марта.- С. 1.